# Vemb
Vemb ist ein Ort in der dänischen Region Midtjylland und liegt östlich des Nissumfjordes. Vemb gehört seit der 2007 in Kraft getretenen Kommunalreform zur Kommune Holstebro. Vorher bildete der Ort zusammen mit Ulfborg die Kommune Ulfborg-Vemb, die zum Ringkjøbing Amt gehörte. In Vemb leben 1256 Einwohner (Stand 1. Januar 2023).
Im Osten liegt Holstebro. Vemb verfügt über einen Bahnhof mit Elefantensäule. Im in der Nähe gelegenen Dorf Råsted befindet sich außerdem ein Golfplatz. Interessant ist zudem, dass bei Vemb der Fluss Lilleå (dt. „kleiner Fluss“) in die Storå (dt. „großer Fluss“) einmündet.

## Verkehr
Vemb ist Knotenpunkt der Bahnstrecken nach Thyborøn (Lemvigbanen) und Holstebro.